# Telamonia agapeta
Telamonia agapeta es una especie de araña saltarina del género Telamonia, familia Salticidae. Fue descrita científicamente por Thorell en 1881.
Habita en Nueva Guinea.